# Chlorophorus sartor
Chlorophorus sartor là một loài bọ cánh cứng trong họ Cerambycidae.

## Hình ảnh

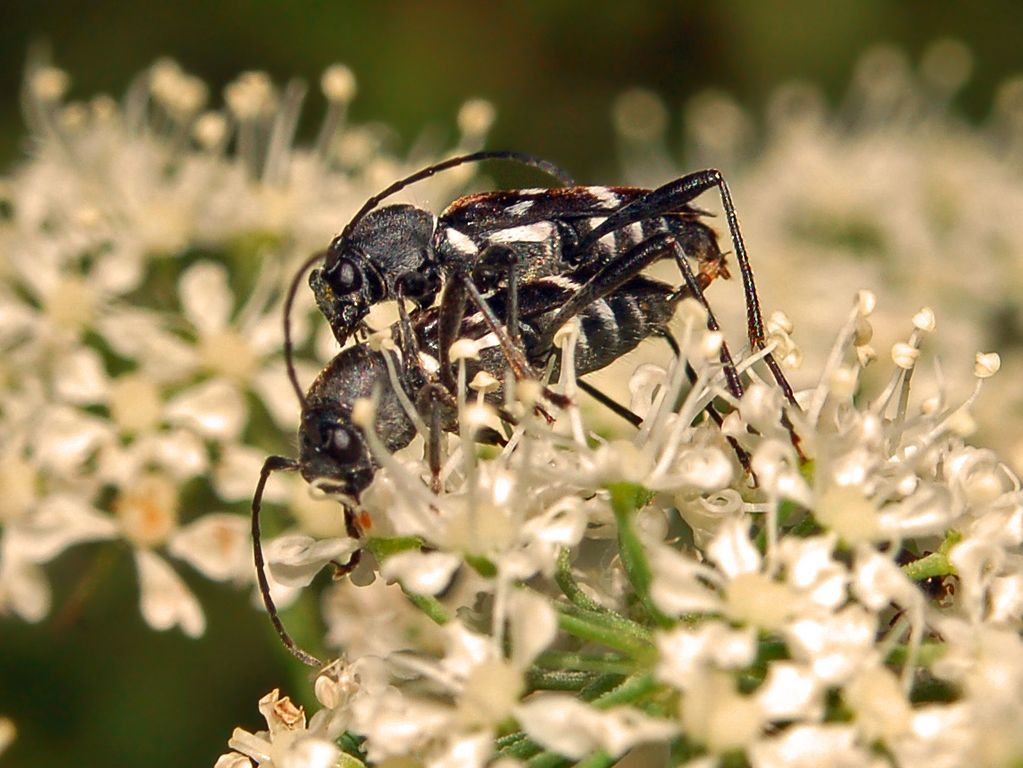